# Limba engleză medie
Engleza medie (engleză Middle English) este un numele dat de lingviștii istorici pentru diverse forme ale limbii engleze folosite între invazia normandă din 1066 și mijlocul secolului XV, adică în Evul Mediu Dezvoltat și Evul Mediu Târziu, când standardul din Chancery, o formă a englezei din Londra, a început să se răspândească.